# We the People
We the People — третий студийный альбом американской грув-метал супергруппы Adrenaline Mob и первый с новым бас-гитаристом Дэвидом Заблидовски и ударником Джорданом Канната. Релиз состоялся 2 июня 2017 года на лейбле Century Media. Согласно вокалисту Расселу Аллену, альбом занимает политическую позицию. Вдохновением стал сезон президентских выборов в США.

## Список композиций
| №   | Название                        | Длительность |
| --- | ------------------------------- | ------------ |
| 1.  | «King of the Ring»              | 4:21         |
| 2.  | «We the People»                 | 4:14         |
| 3.  | «The Killer's Inside»           | 5:53         |
| 4.  | «Bleeding Hands»                | 4:53         |
| 5.  | «Chasing Dragons»               | 4:09         |
| 6.  | «Til the Head Explodes»         | 4:32         |
| 7.  | «What You're Made Of»           | 3:30         |
| 8.  | «Raise 'Em Up»                  | 5:06         |
| 9.  | «Ignorance & Greed»             | 5:22         |
| 10. | «Blind Leading the Blind»       | 4:13         |
| 11. | «Violent State of Mind»         | 5:06         |
| 12. | «Lords of Thunder»              | 6:00         |
| 13. | «Rebel Yell (Billy Idol cover)» | 5:07         |

## Чарты
| Чарт (2017)                 | Позиция |
| --------------------------- | ------- |
| Нидерланды (Album Top 100)  | 138     |
| Бельгия/Валлония (Ultratop) | 86      |